# ジョセフ・トラパニーズ
ジョセフ・トラパニーズ（Joseph Trapanese、1984年8月7日 - ）は、アメリカ合衆国の作曲家。
ニュージャージー州ジャージーシティ出身。マンハッタン音楽学校でクラシックを学び、UCLAでM.A.を取得。主に映画・テレビドラマの音楽を手がけている。

## 主なフィルモグラフィ

### 映画
- 『カウントダウン 合衆国滅亡の時』 - Jerusalem Countdown (2009年)
- 『ザ・レイド』 - The Raid (2011年)
- 『オブリビオン』 - Oblivion (2013年)
- 『ザ・レイド GOKUDO』 - The Raid 2: Berandal (2014年)
- 『アース・トゥ・エコー』 - Earth to Echo (2014年)
- 『ダイバージェントNEO』 - The Divergent Series: Insurgent (2015年)
- 『ストレイト・アウタ・コンプトン』 - Straight Outta Compton (2015年)
- 『ダイバージェントFINAL』 - The Divergent Series: Allegiant (2016年)
- 『ジャドヴィル包囲戦_-6日間の戦い-』 - The Siege of Jadotville (2016年)
- 『美しい湖の底』 - Shimmer Lake (2017年)
- 『戦狼 ウルフ・オブ・ウォー』 - 战狼2 (2017年)
- 『オンリー・ザ・ブレイブ』 - Only the Brave (2017年)
- 『グレイテスト・ショーマン』 - The Greatest Showman (2017年)
- 『残された者 -北の極地-』 - Arctic (2018年)
- 『フッド: ザ・ビギニング』 - Robin Hood (2018年)
- 『STUBER/ストゥーバー』 - Stuber (2019年)
- 『コフィー&カリーム』 - Coffee & Kareem (2020年)
- 『プロジェクト・パワー』 - Project Power (2020年)
- 『スポンティニアス』 - Spontaneous (2020年)
- 『オハナ』 - Finding 'Ohana (2021年)
- 『プリズナーズ・オブ・ゴーストランド』 - Prisoners of the Ghostland (2021年)
- 『ハピリー』 - Happily (2021年)

### テレビドラマ
- Suite 7 (2010年-2011年)
- Volcano: The Series (2011年)
- 『トロン：ライジング』 - TRON: Uprising (2012年-2013年)
- 『ワンダーウーマン』 - Wonder Woman (2013年)
- Dead of Summer (2016年)
- 『クワンティコ/FBIアカデミーの真実』 - Quantico (2016年-2017年)
- 『ジャン＝クロード・ヴァン・ジョンソン』 - Jean-Claude Van Johnson (2016年-2017年)
- 『Unsolved: 未解決ファイルを開いて』 - Unsolved (2018年)
- 『暗黒と神秘の骨』 - Shadow and Bone (2021年-2023年)
- 『スコット・ピルグリム テイクス・オフ』 - Scott Pilgrim Takes Off (2023年)